# Maroš Ferenc
Maroš Ferenc (sinh 19 tháng 2 năm 1981 ở Prešov) là một thủ môn bóng đá Slovakia hiện tại thi đấu cho 1. FC Tatran Prešov.